# Пол Рангейм
Пол Рангейм (англ. Paul Ranheim, нар. 25 січня 1966, Сент-Луїс) — колишній американський хокеїст, що грав на позиції крайнього нападника. Грав за збірну команду США.
Провів понад тисячу матчів у Національній хокейній лізі. 

## Ігрова кар'єра
Хокейну кар'єру розпочав 1984 року.
1984 року був обраний на драфті НХЛ під 38-м загальним номером командою «Калгарі Флеймс». 
Протягом професійної клубної ігрової кар'єри, що тривала 16 років, захищав кольори команд «Калгарі Флеймс», «Гартфорд Вейлерс», «Кароліна Гаррікейнс», «Філадельфія Флаєрс» та «Фінікс Койотс».
Загалом провів 1049 матчів у НХЛ, включаючи 36 ігор плей-оф Кубка Стенлі.
Був гравцем молодіжної збірної США. Виступав за національну збірну США, провів 23 гри в її складі.

## Статистика

### Клубні виступи
| Сезон        | Клуб                          | Ліга         | Регулярний сезон | Регулярний сезон | Регулярний сезон | Регулярний сезон | Регулярний сезон | Плей-оф | Плей-оф | Плей-оф | Плей-оф | Плей-оф |
| Сезон        | Клуб                          | Ліга         | І                | Г                | П                | О                | ШХ               | І       | Г       | П       | О       | ШХ      |
| ------------ | ----------------------------- | ------------ | ---------------- | ---------------- | ---------------- | ---------------- | ---------------- | ------- | ------- | ------- | ------- | ------- |
| 1984–85      | Університет Вісконсин-Медісон | ЗКХА         | 42               | 11               | 11               | 22               | 40               | —       | —       | —       | —       | —       |
| 1985–86      | Університет Вісконсин-Медісон | ЗКХА         | 33               | 17               | 17               | 34               | 34               | —       | —       | —       | —       | —       |
| 1986–87      | Університет Вісконсин-Медісон | ЗКХА         | 42               | 24               | 35               | 59               | 54               | —       | —       | —       | —       | —       |
| 1987–88      | Університет Вісконсин-Медісон | ЗКХА         | 44               | 36               | 26               | 62               | 63               | —       | —       | —       | —       | —       |
| 1988–89      | «Солт-Лейк Голден Іглс»       | ІХЛ          | 75               | 68               | 29               | 97               | 16               | 14      | 5       | 5       | 10      | 8       |
| 1988–89      | «Калгарі Флеймс»              | НХЛ          | 5                | 0                | 0                | 0                | 0                | —       | —       | —       | —       | —       |
| 1989–90      | «Калгарі Флеймс»              | НХЛ          | 80               | 26               | 28               | 54               | 23               | 6       | 1       | 3       | 4       | 2       |
| 1990–91      | «Калгарі Флеймс»              | НХЛ          | 39               | 14               | 16               | 30               | 4                | 7       | 2       | 2       | 4       | 0       |
| 1991–92      | «Калгарі Флеймс»              | НХЛ          | 80               | 23               | 20               | 43               | 32               | —       | —       | —       | —       | —       |
| 1992–93      | «Калгарі Флеймс»              | НХЛ          | 83               | 21               | 22               | 43               | 26               | 6       | 0       | 1       | 1       | 0       |
| 1993–94      | «Калгарі Флеймс»              | НХЛ          | 67               | 10               | 14               | 24               | 20               | —       | —       | —       | —       | —       |
| 1993–94      | «Гартфорд Вейлерс»            | НХЛ          | 15               | 0                | 3                | 3                | 2                | —       | —       | —       | —       | —       |
| 1994–95      | «Гартфорд Вейлерс»            | НХЛ          | 47               | 6                | 14               | 20               | 10               | —       | —       | —       | —       | —       |
| 1995–96      | «Гартфорд Вейлерс»            | НХЛ          | 73               | 10               | 20               | 30               | 14               | —       | —       | —       | —       | —       |
| 1996–97      | «Гартфорд Вейлерс»            | НХЛ          | 67               | 10               | 11               | 21               | 18               | —       | —       | —       | —       | —       |
| 1997–98      | «Кароліна Гаррікейнс»         | НХЛ          | 73               | 5                | 9                | 14               | 28               | —       | —       | —       | —       | —       |
| 1998–99      | «Кароліна Гаррікейнс»         | НХЛ          | 78               | 9                | 10               | 19               | 39               | 6       | 0       | 0       | 0       | 2       |
| 1999–00      | «Кароліна Гаррікейнс»         | НХЛ          | 79               | 9                | 13               | 22               | 6                | —       | —       | —       | —       | —       |
| 2000–01      | «Філадельфія Флаєрс»          | НХЛ          | 80               | 10               | 7                | 17               | 14               | 6       | 0       | 2       | 2       | 2       |
| 2001–02      | «Філадельфія Флаєрс»          | НХЛ          | 79               | 5                | 4                | 9                | 36               | 5       | 0       | 0       | 0       | 0       |
| 2002–03      | «Філадельфія Флаєрс»          | НХЛ          | 28               | 0                | 4                | 4                | 6                | —       | —       | —       | —       | —       |
| 2002–03      | «Фінікс Койотс»               | НХЛ          | 40               | 3                | 4                | 7                | 10               | —       | —       | —       | —       | —       |
| Усього в НХЛ | Усього в НХЛ                  | Усього в НХЛ | 1013             | 161              | 199              | 360              | 288              | 36      | 3       | 8       | 11      | 6       |

### Збірна
| Рік                | Команда            | Турнір             | І  | Г | П | О | ШХ |
| ------------------ | ------------------ | ------------------ | -- | - | - | - | -- |
| 1986               | мол. збірна США    | МЧС                | 7  | 6 | 3 | 9 | 8  |
| 1990               | США                | ЧС                 | 9  | 4 | 0 | 4 | 6  |
| 1992               | США                | ЧС                 | 6  | 2 | 1 | 3 | 2  |
| 1997               | США                | ЧС                 | 8  | 2 | 0 | 2 | 2  |
| Національна збірна | Національна збірна | Національна збірна | 23 | 8 | 1 | 9 | 10 |